# Maria Barbara Bach
Maria Barbara Bach, född 20 oktober 1684, död 7 juli 1720 var syssling till tonsättaren Johann Sebastian Bach och blev hans första hustru.
Man vet inte mycket om hennes liv. Det är dock känt att hon och Johann Sebastian Bach hade ett stabilt och lyckligt äktenskap. De fick sju barn tillsammans, tre av dessa dog i tidig ålder. Maria Barbara dog själv i sjukdom 1720 och ett och ett halvt år senare gifte Johann Sebastian om sig med Anna Magdalena Wilcken. Hon tog hand om Maria Barbaras barn tillsammans med sina egna. Maria Barbara Bach var mor till kompositörerna Carl Philipp Emanuel Bach och Wilhelm Friedemann Bach.